# Großweil
Großweil ist eine Gemeinde und deren Hauptort im oberbayerischen Landkreis Garmisch-Partenkirchen. Der Ort ist Teil der Tourismusregion Das Blaue Land.

## Geographie

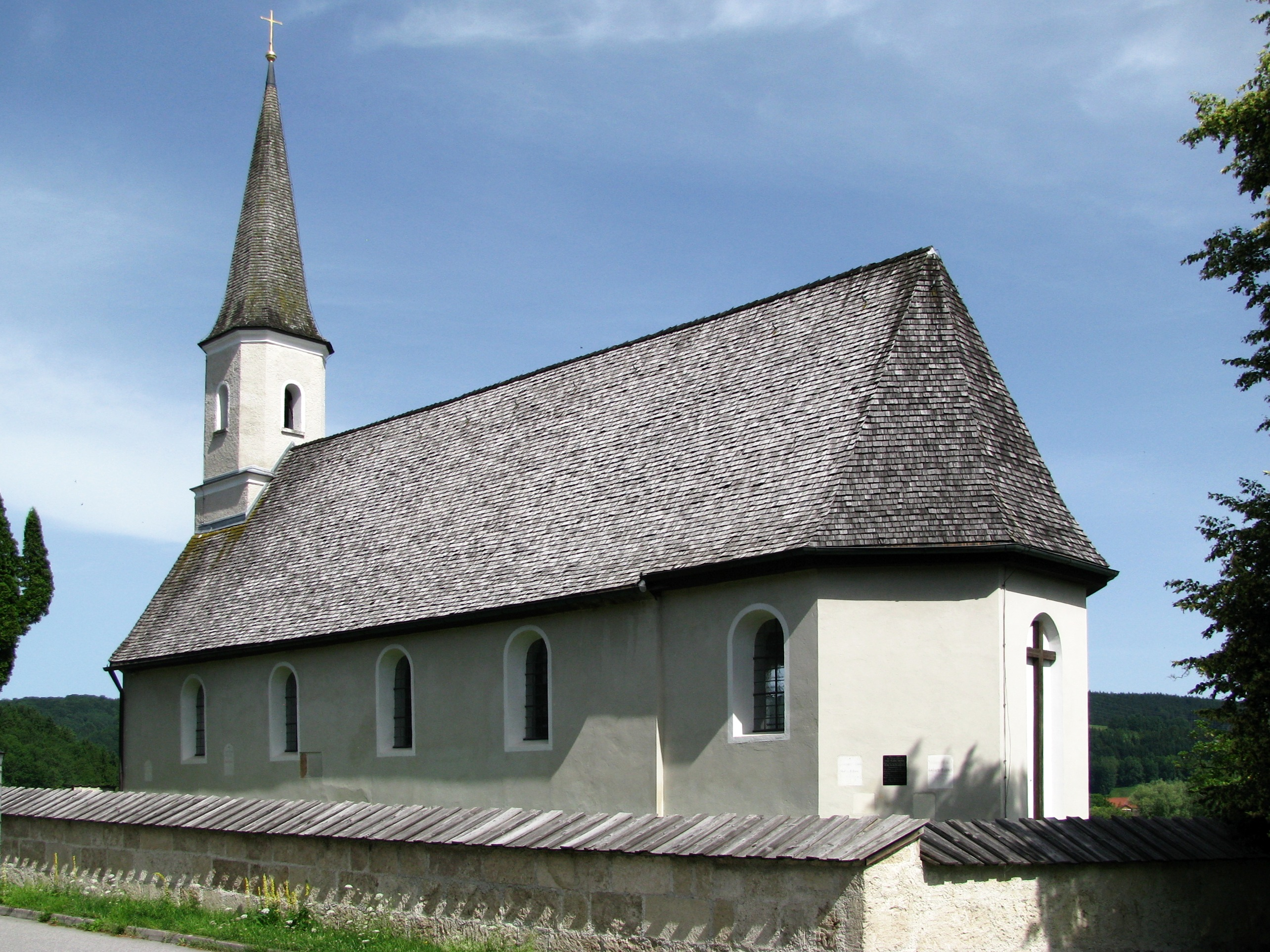
Katholische Filialkirche St. Georg in Großweil

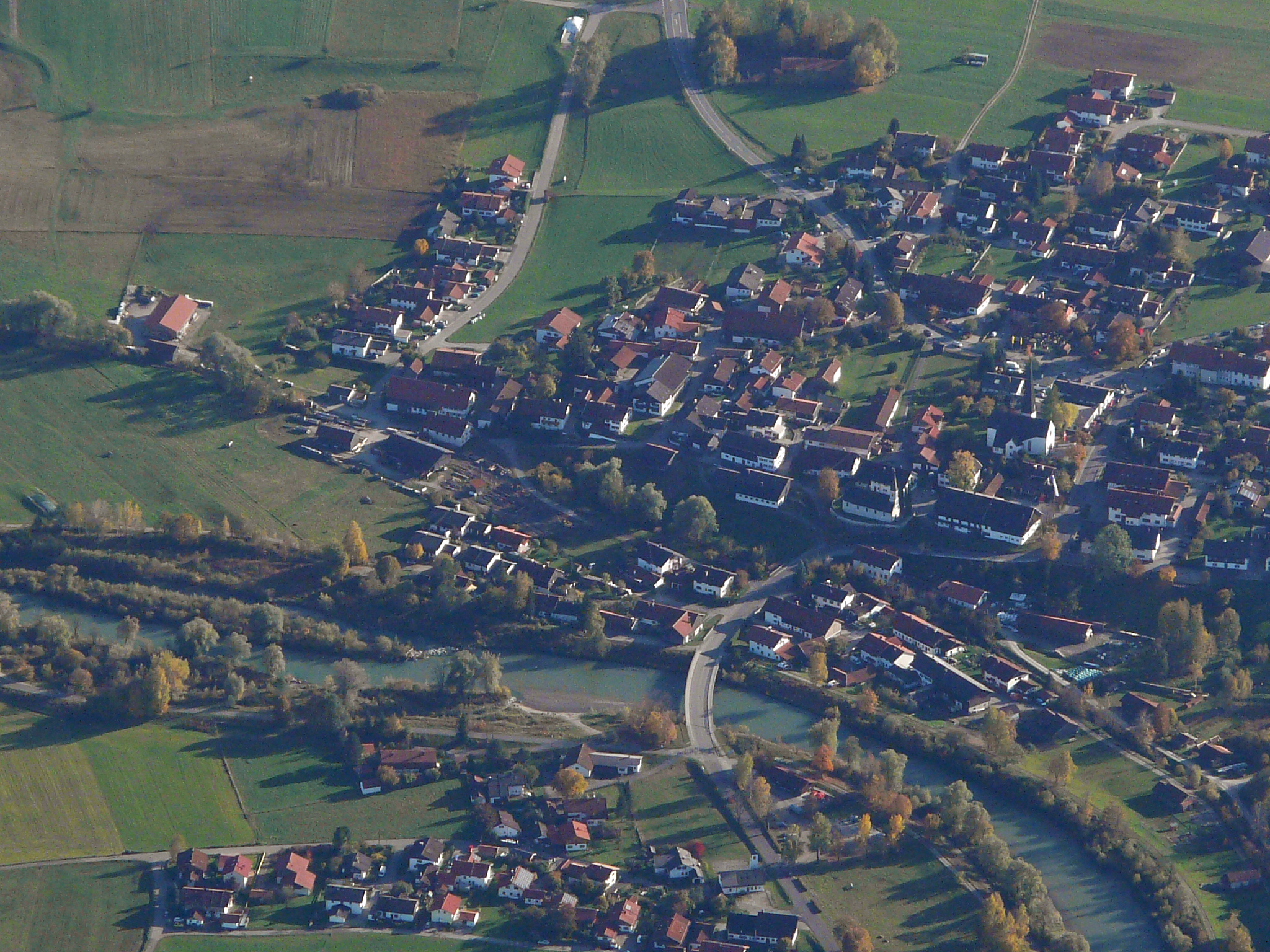
Großweil

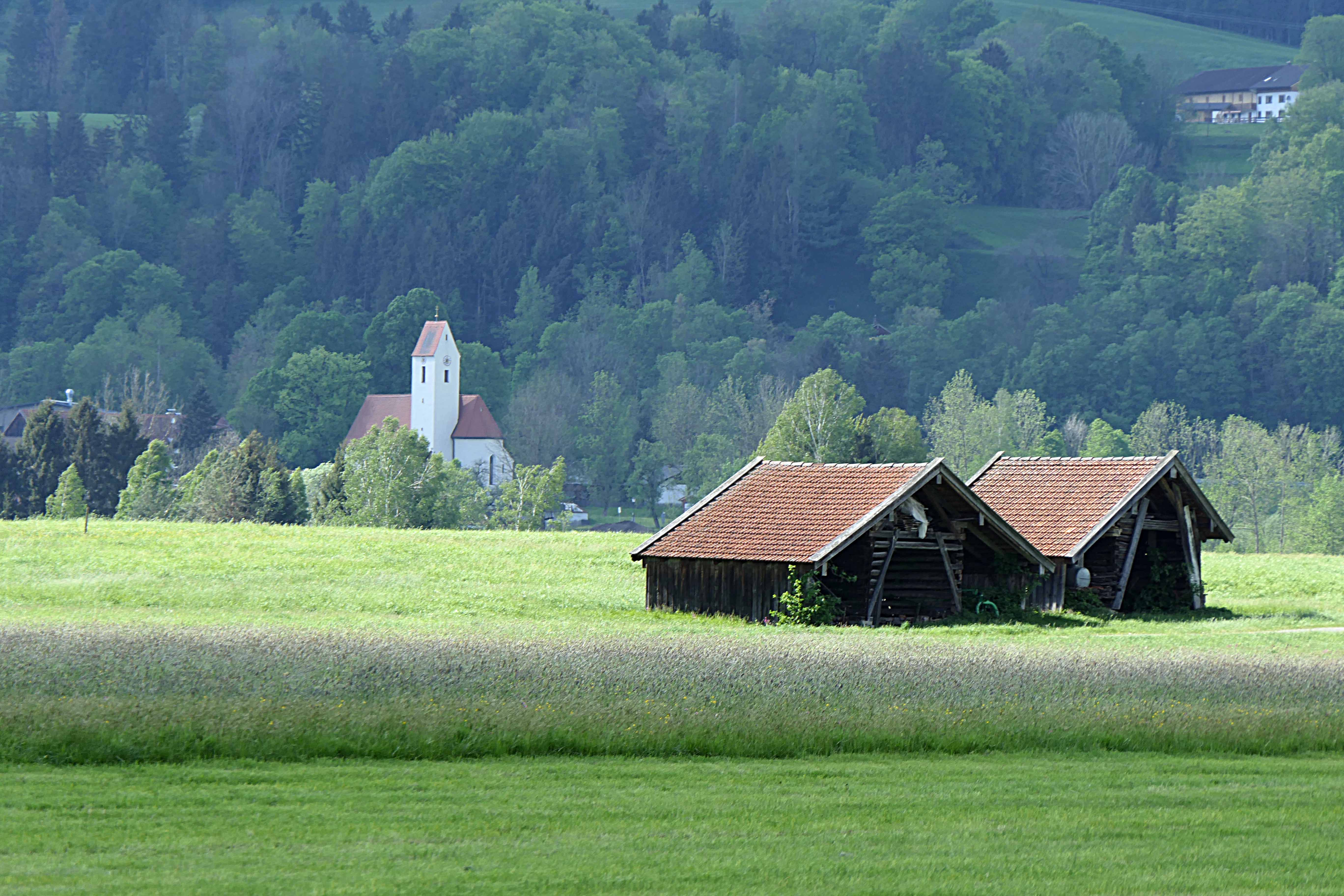
Zell von Südosten

### Lage
Großweil liegt in der Region Oberland an der Loisach zwischen Murnau und Kochel. Die Wanderberge Heimgarten (1790 m) und Herzogstand (1731 m) liegen nicht weit entfernt. Im Südwesten der Gemeinde liegt das Freilichtmuseum an der Glentleiten.

### Gemeindegliederung
Es gibt sieben Gemeindeteile (in Klammern ist der Siedlungstyp angegeben):
- Gröben (Weiler)
- Großweil (Kirchdorf)
- Gstaig (Einöde)
- Kleinweil (Kirchdorf)
- Pölten (Weiler)
- Stern (Weiler)
- Zell (Kirchdorf)

Es gibt die Gemarkungen Kleinweil und Großweil.

## Geschichte

### Bis zur Gemeindegründung
Großweil gehörte zum Rentamt München und zum Landgericht Weilheim des Kurfürstentums Bayern.
1818 entstand im Zuge der Reformen im Königreich Bayern durch das Gemeindeedikt die politische Gemeinde Großweil, die zum Landgericht Weilheim gehörte.

### 20. Jahrhundert
Bis 1962 gab es im Gemeindegebiet einen Schieferkohlenbergbau. Ein Torbogen aus Beton an der Murnauer Straße, der 1917/18 als Schutzbau für die Förderseilbahn des ehemaligen Braunkohlebergwerks errichtet wurde, erinnert an diese Zeit. In Spitzenzeiten 1920/21 arbeiteten dort bis zu 280 Arbeiter im Zweischichtbetrieb. Die Kohle wurde zunächst im Tagebau und später Untertage abgebaut.
Der Ort beherbergt die katholische Filialkirche St. Georg, die im Kern spätgotisch ist und später barockisiert wurde. Turm und Verlängerung stammen aus dem Jahr 1835.

### Eingemeindungen
Im Zuge der Gebietsreform in Bayern wurde am 1. Januar 1976 die Gemeinde Kleinweil eingegliedert.

### Einwohnerentwicklung
Zwischen 1988 und 2018 wuchs die Gemeinde von 1141 auf 1486 um 345 Einwohner bzw. um 30,2 %.
| Jahr          | 1840 | 1871 | 1900 | 1925 | 1939 | 1950 | 1961 | 1970 | 1987 | 1991 | 1995 | 2000 | 2005 | 2010 | 2015 | 2020 |
| ------------- | ---- | ---- | ---- | ---- | ---- | ---- | ---- | ---- | ---- | ---- | ---- | ---- | ---- | ---- | ---- | ---- |
| Einwohnerzahl | 474  | 479  | 505  | 698  | 803  | 880  | 789  | 863  | 1133 | 1221 | 1295 | 1402 | 1428 | 1456 | 1440 | 1543 |

## Politik
Die Gemeinde ist Mitglied der Verwaltungsgemeinschaft Ohlstadt.

### Gemeinderat
Die Gemeinderatswahl 2020 ergab folgende Stimmenanteile und Sitzverteilung:
- Freie Wählergemeinschaft Großweil (FW): 8 Sitze (68,45 %)
- CSU: 4 Sitze (31,55 %)

### Bürgermeister
Erster Bürgermeister ist Frank Bauer (FW). Er wurde im Jahr 2020 Nachfolger von Manfred Sporer (CSU) (2002–2020).

### Finanzen
Die Gemeindesteuereinnahmen betrugen im Jahr 2011 820 T€, davon betrugen die Gewerbesteuereinnahmen (netto) 138 T€.

### Wappen
| Wappen von Großweil | Blasonierung: „In Blau ein silberner Wellenbalken; oben ein goldenes Bauernhaus, unten schräg gekreuzt ein goldenes Floßruder und eine goldene Heugabel, überdeckt mit einem senkrecht gestellten goldenen Steinbruchhammer.“ |
| Wappen von Großweil | Wappenbegründung: Der Wellenbalken, ein heraldisches Flusssymbol, symbolisiert die Loisach, die das Gemeindegebiet durchfließt. Das oberbayerisch-alpenländische Bauernhaus redet für das Ortsnamengrundwort -weil, das vom lateinischen villa (=Gutshof) abgeleitet ist. Das Bauernhaus steht zugleich für eine touristische Attraktion der Gemeinde, das Freilichtmuseum des Bezirks Oberbayern auf der Glentleiten. Das Floßruder versinnbildlicht die früher auf der Loisach intensiv betriebene Flößerei. Die Heugabel steht für die noch vorherrschende landwirtschaftliche Erwerbsstruktur in Groß- und Kleinweil. Der Steinbruchhammer erinnert an die alten Marmorbrüche und den bis 1962 im Gemeindegebiet betriebenen Braunkohlebergbau. Die Feldfarbe Blau spielt auf die Blautöne von Himmel, Bergen und Seen an. Großweil gehört zum touristischen Verbund mehrerer bayerischer Gemeinden im Voralpenland, der sich den Namen „Das Blaue Land“ gab. Dieses Wappen wird seit 1980 geführt. |

## Kultur und Sehenswürdigkeiten
Oberhalb von Großweil liegt das Gelände des Freilichtmuseums Glentleiten des Bezirks Oberbayern. Es hat den Auftrag, originale Bauten aus Oberbayern zu sammeln und auf dem Museumsgelände wieder aufzubauen und auszustatten. Auf 25 Hektar Fläche können mehr als 40 Gebäude aus dem bäuerlich-ländlichen Raum zwischen Lech und Salzach, zwischen Alpenrand und Donau besichtigt werden.

## Wirtschaft und Infrastruktur

### Wirtschaft einschließlich Land- und Forstwirtschaft
Es gab im Jahr 2020 im Bereich der Land- und Forstwirtschaft fünf, im produzierenden Gewerbe 71 und im Bereich Handel und Verkehr 36 und sozialversicherungspflichtig Beschäftigte am Arbeitsort. Sozialversicherungspflichtig Beschäftigte am Wohnort gab es insgesamt 688. Im verarbeitenden Gewerbe (sowie Bergbau und Gewinnung von Steinen und Erden) gab es einen Betrieb, im Bauhauptgewerbe fünf Betriebe.
Zudem bestanden im Jahr 2016 31 landwirtschaftliche Betriebe mit einer landwirtschaftlich genutzten Fläche von 804 ha.

### Verkehr
Durch den Ort führt die Staatsstraße 2062 von Saulgrub nach Kochel. Im Gemeindegebiet befindet sich die Anschlussstelle Murnau/Kochel der A 95. Der Ort ist außerdem mit der Buslinie 9611 des RVOs erreichbar, die auch das Freilichtmuseum anfährt.
Großweil liegt am Bodensee-Königssee-Radweg, welcher in Lindau beginnt und zum Königssee bei Berchtesgaden führt. Er verläuft von Ohlstadt kommend über Großweil in den Schlehdorfer Ortsteil Unterau.

### Bildung
Im Jahr 2021 gab es folgende Einrichtungen:
- eine Kindertagesstätte: 89 genehmigte Plätze, 76 Kinder
- eine Volksschule: fünf Lehrkräfte, 89 Schülerinnen und Schüler